# Soulbreed
SoulBreed ist eine deutsche Rockband aus Recklinghausen.
Die Gruppe wird dem Alternative Rock zugerechnet, wobei sie Elemente aus Classic Rock, Hardrock, Grunge und Metal mit melodischem, mehrstimmigen Gesang kombiniert. Die Band bezeichnet diesen Stilmix inzwischen selbst als Pure Rock.

## Geschichte

### Gründung
SoulBreed wurde 1999 ursprünglich unter dem Namen El Mariachi gegründet. Die Band änderte den Namen kurze Zeit später, da sie auf eine Single-Veröffentlichung unter dieser Interpreten-Bezeichnung aufmerksam wurde. Der frühere Bandname betitelt die erste Demo-CD, welche zudem ein Lied gleichen Namens enthält.
Mit dem Kunstwort, das ins Deutsche übersetzt Seelen-Zucht lauten würde, beschreiben die Musiker ihre Gruppe abstrakt als Wiege für „Lieder mit Seele“. Der Bandname soll somit den gemeinschaftlichen Entstehungsprozess ihrer Musik wiedergeben.

### Die Musik
SoulBreed entsteht aus einem Session-Projekt von Akteuren aus der Recklinghäuser Musikszene, die dort in Bands verschiedenster Stilrichtungen wie Hard Rock, Hardcore und Grunge aktiv waren. Diese Einflüsse in Verbindung mit ihren gemeinsamen musikalischen Wurzeln im Classic Rock und Heavy Metal kombinieren die Bandmitglieder zu einem Musikstil, den sie selbst als Pure Rock Music bezeichnen.
Spätestens mit der Veröffentlichung des ersten Demos El Mariachi im Jahre 2000 gerät das einstige Session-Projekt schnell zur Haupt-Band der vier Musiker. Der bislang einzige Besetzungswechsel der Bandgeschichte folgt kurz darauf 2001 und betrifft den Posten der zweiten Gitarre, den ab diesem Zeitpunkt Patrick Brühl übernimmt.
Die erste Veröffentlichung in neuer Besetzung ist die CD fifty/fifty, die 2002 im Eigenvertrieb der Band veröffentlicht wird. Die EP the flame folgt 2004 und zeigt eine musikalische Entwicklung der Band, die sich mehr und mehr von den Grunge-Anleihen der frühen Tage entfernt.
Seit 2006 ist SoulBreed neben ihrem verstärkten auch mit einem sogenannten Unplugged-Programm live zu sehen, in dem sie sowohl Akustik-Versionen ihres Repertoires als auch extra dafür komponierte Stücke mit akustischen Instrumenten spielen. Mit acoustic one und acoustic two veröffentlichten SoulBreed 2007–2009 sogar reine Akustik-CDs.
Ende 2010 zogen sich SoulBreed im zehnten Jahr seit Bestehen der Band ins Tonstudio zurück, um das Album X aufzunehmen. X erschien am 1. April 2011 und erhielt durchweg positive Rezensionen in der Fachpresse.
Als wichtiges Stilmittel setzen SoulBreed im Kontrast zu den überwiegen harten Instrumental-Arrangements melodiöse, mehrstimmige (meist dreistimmige) Gesangslinien ein. Die Hauptstimme übernimmt abwechselnd einer der beiden Leadsänger Marc van de Weyer und Raphael Weber, der verbleibende Leadsänger bildet zusammen mit Schlagzeuger Paddy van de Weyer den Chorgesang.

## Nebenprojekte
Raphael Weber war neben SoulBreed außerdem bei der Dark-Rock-Band Swans of Avon als Gitarrist aktiv.

## Diskografie
- El Mariachi (2000), Demo-EP
- fifty/fifty (2002)
- the flame (2004)
- acoustic one (2007)
- acoustic two (2009)
- X (2011)
- acoustic three (2014)
- World in Progress (2019)